# Allen Americans
Die Allen Americans sind ein US-amerikanisches Eishockeyfranchise aus Allen, Texas. Das Team spielt seit der Saison 2014/15 in der ECHL, nachdem es zuvor zwischen 2009 und 2014 an der Central Hockey League teilnahm.

## Geschichte
Die Verantwortlichen der Central Hockey League gaben am 15. April 2009 bekannt, dass die Stadt Allen aus Texas ein Expansions-Franchise erhalten werde, welches ab der Saison 2009/10 am Spielbetrieb der CHL teilnehmen wird. Am selben Tag gaben die Besitzer des Franchises bekannt, dass sie eine Kooperation mit den Dallas Stars aus der National Hockey League und deren Farmteam aus der American Hockey League, den Texas Stars vereinbart haben, nachdem Dallas sein Farmsystem im Anschluss an die Saison 2008/09 komplett erneuert hatte. Am 27. April 2009 veröffentlichten die Eigentümer den Namen der Mannschaft, Allen Americans, sowie deren Logo und Teamfarben.
In ihrer Premierensaison erreichte das Team die Finalspiele um den Ray Miron President’s Cup, unterlag allerdings in sechs Spielen gegen Rapid City Rush. Der erstmalige CHL-Meisterschaftsgewinn gelang in der Saison 2012/13, nachdem das Team in der Endrunde die Denver Cutthroats, Missouri Mavericks und Wichita Thunder besiegt hatte. In der Saison 2013/14 konnte das Team seinen Titel verteidigen.
Am 7. Oktober 2014 wurden die Americans und die anderen sechs verbliebenen CHL-Teilnehmer in die ECHL aufgenommen. Kurz darauf gaben die Americans die Kooperation mit den San Jose Sharks aus der NHL bekannt. Mit Beginn der Saison 2018/19 kooperierte man mit den Minnesota Wild, die jedoch zur Saison 2020/21 zu den Iowa Heartlanders wechselten.
Im Oktober 2023 wurde der Footballspieler Myles Jack zusammen mit seiner Mutter Mehrheitseigentümer des Teams und damit auch erster schwarzer Mehrheitseigentümer der Liga.

## Saisonstatistik
Abkürzungen: GP = Spiele, W = Siege, L = Niederlagen, T = Unentschieden, OTL = Niederlagen nach Overtime SOL = Niederlagen nach Shootout, Pts = Punkte, GF = Erzielte Tore, GA = Gegentore, PIM = Strafminuten
| Saison  | GP | W  | L  | T | OTL | SOL | Pts | GF  | GA  | Platz        | Playoffs                   |
| 2009/10 | 64 | 42 | 17 | — | 2   | 3   | 89  | 210 | 189 | 2., Southern | Niederlage im Finale       |
| 2010/11 | 66 | 47 | 16 | — | 1   | 2   | 97  | 271 | 211 | 1., Berry    | Niederlage im Halbfinale   |
| 2011/12 | 66 | 39 | 18 | — | 3   | 6   | 87  | 212 | 175 | 2., Berry    | Niederlage in der 1. Runde |
| 2012/13 | 66 | 39 | 18 | — | 4   | 5   | 87  | 210 | 176 | 1., Berry    | Ray Miron President’s Cup  |
| 2013/14 | 66 | 39 | 22 | — | 1   | 4   | 83  | 249 | 214 | 3., Berry    | Ray Miron President’s Cup  |